# Elkview
Elkview è una Census-designated place degli Stati Uniti d'America, situata nello Stato della Virginia Occidentale e in particolare nella Contea di Kanawha.